# 錦豐苑

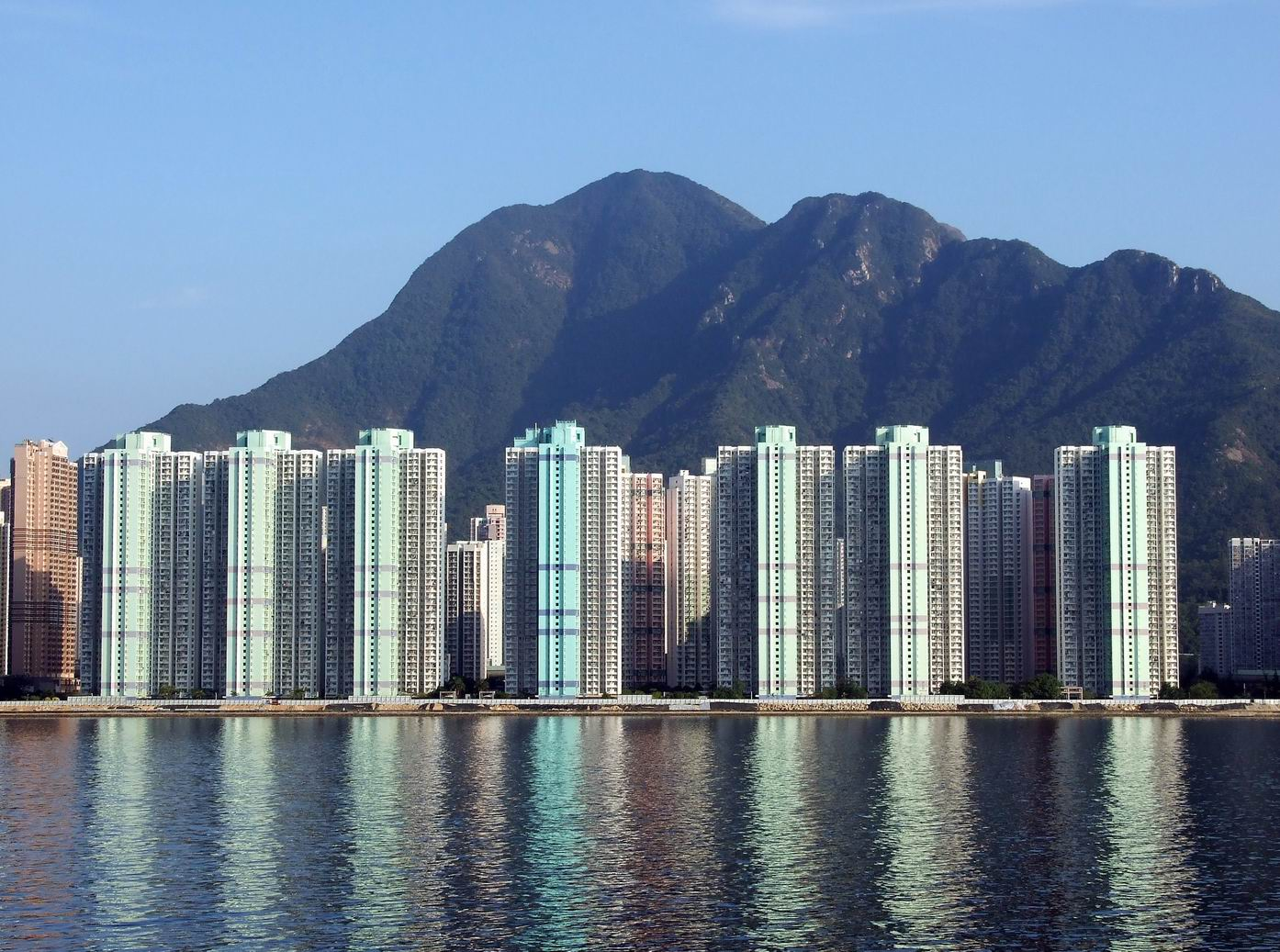
錦豐苑和諧一型大廈

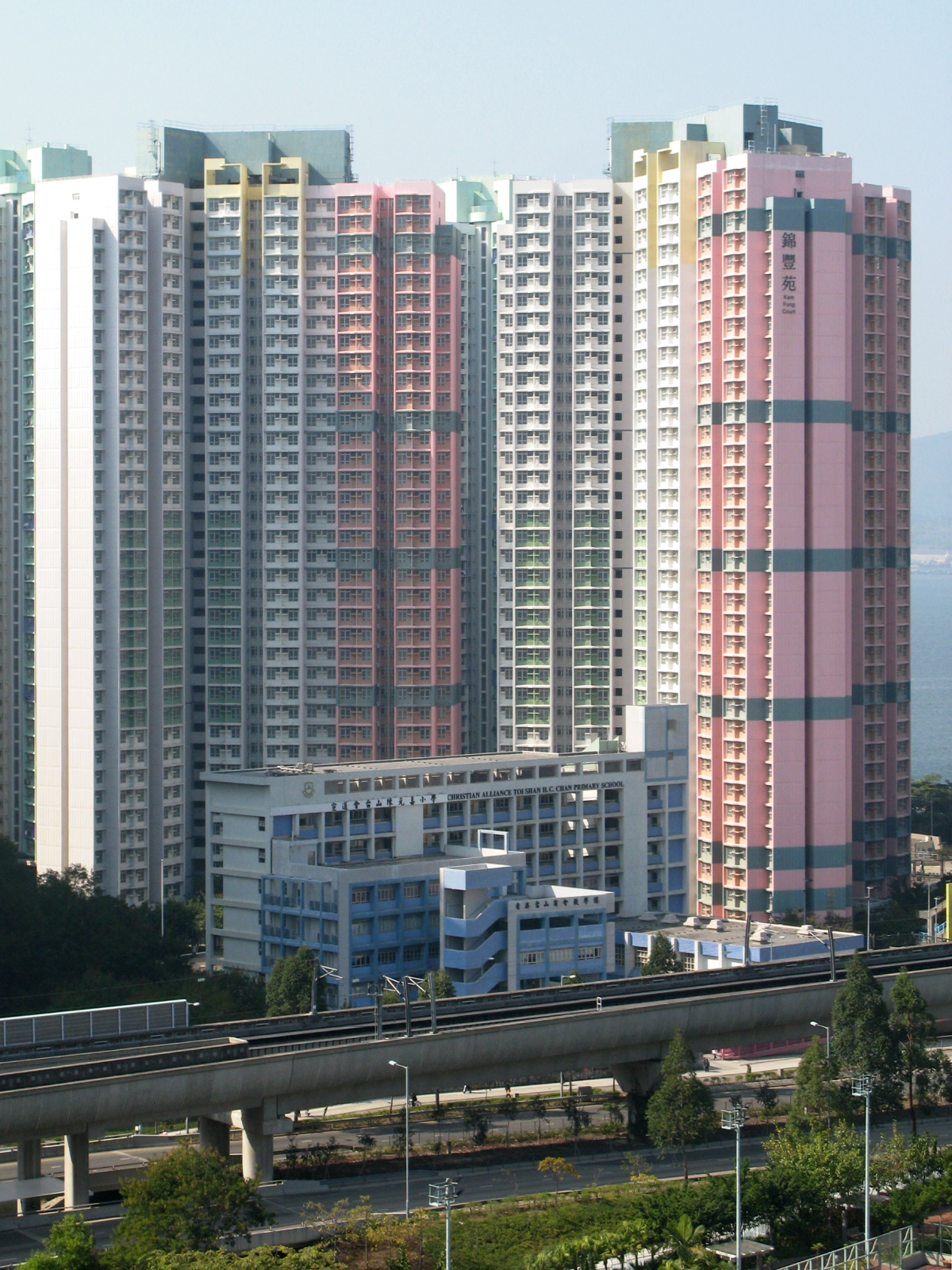
屬和諧二型的錦荷閣及錦蘭閣

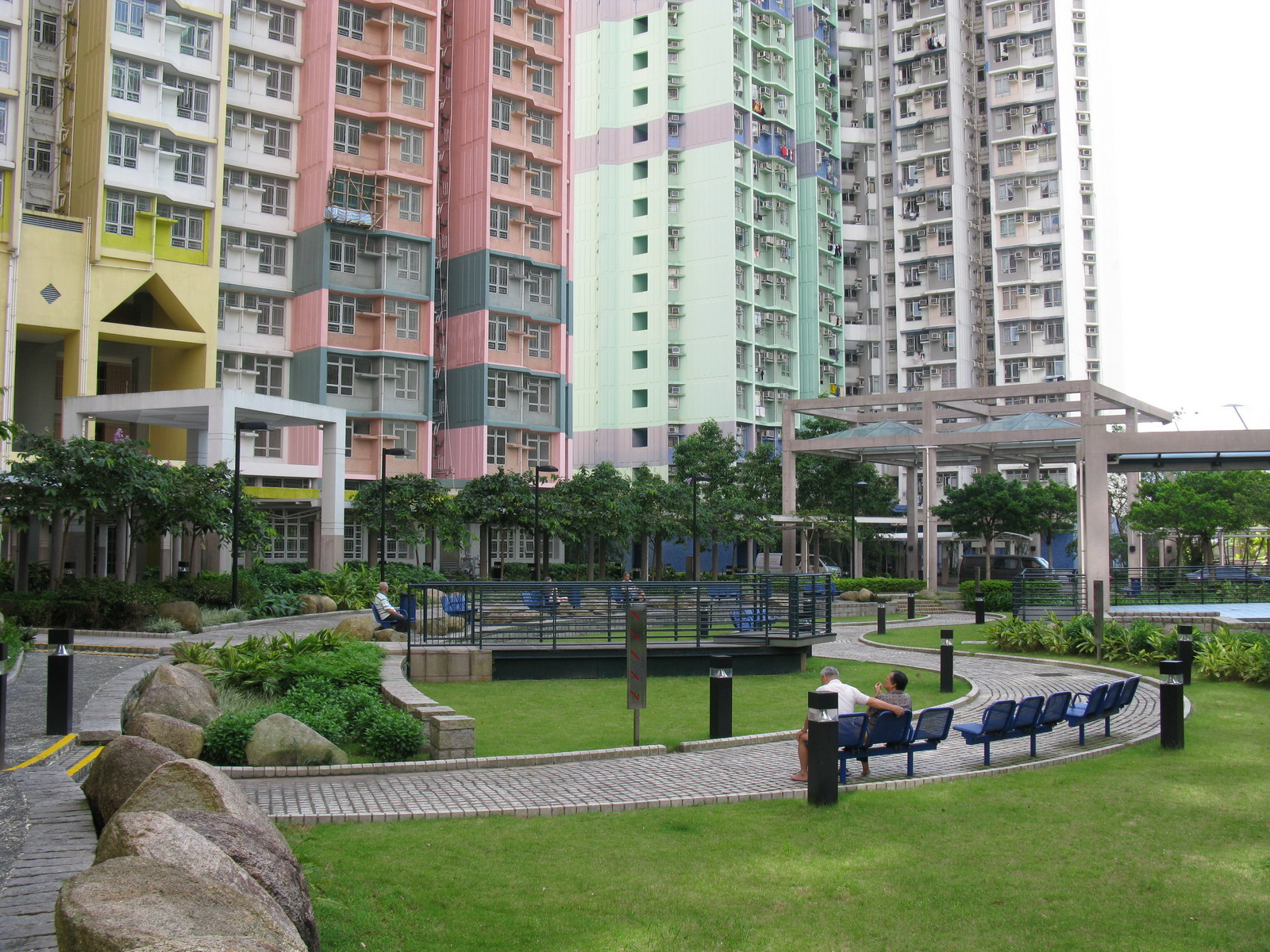
錦豐苑與頌安邨之間的低窪花園

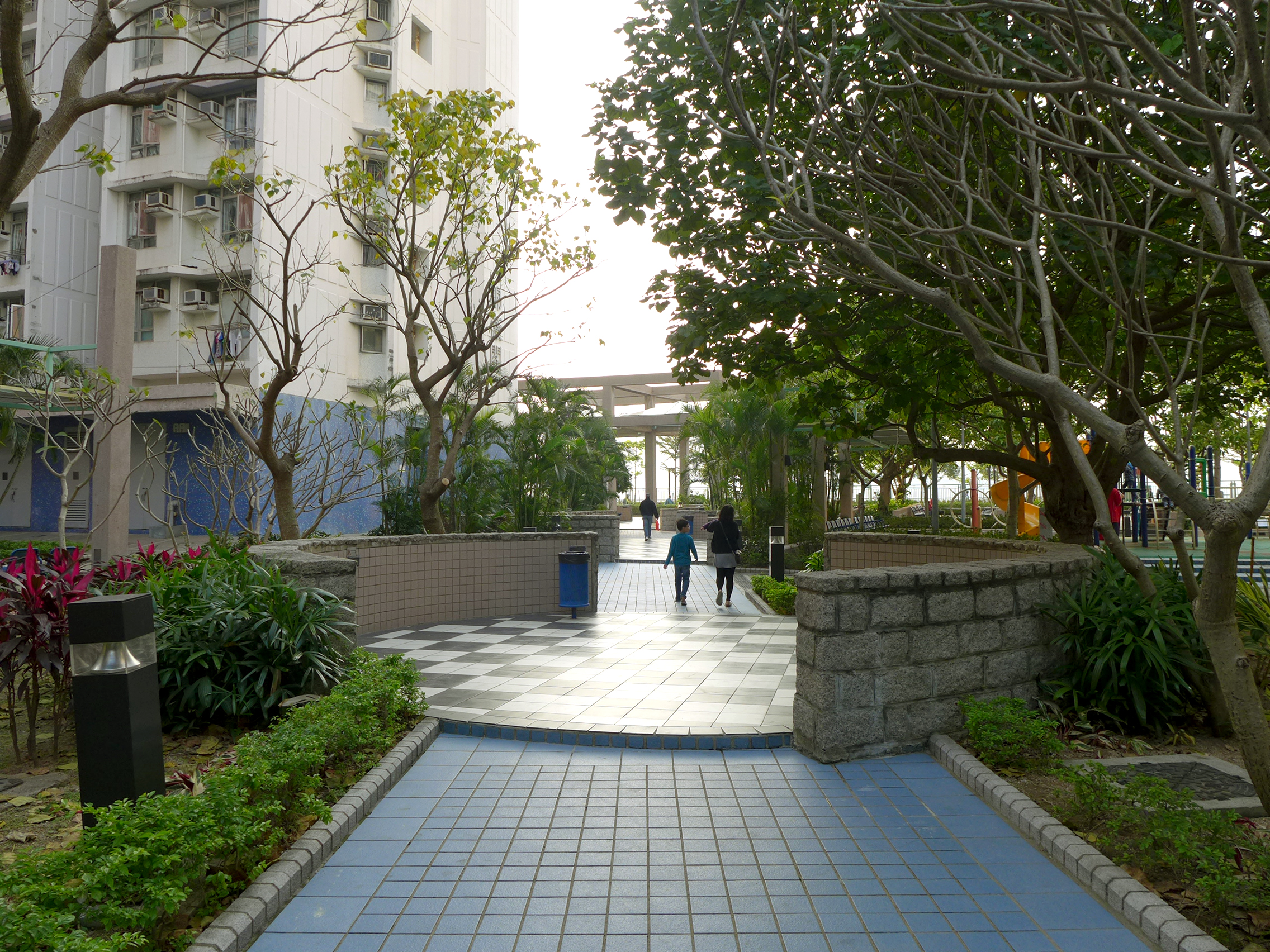
園藝花園

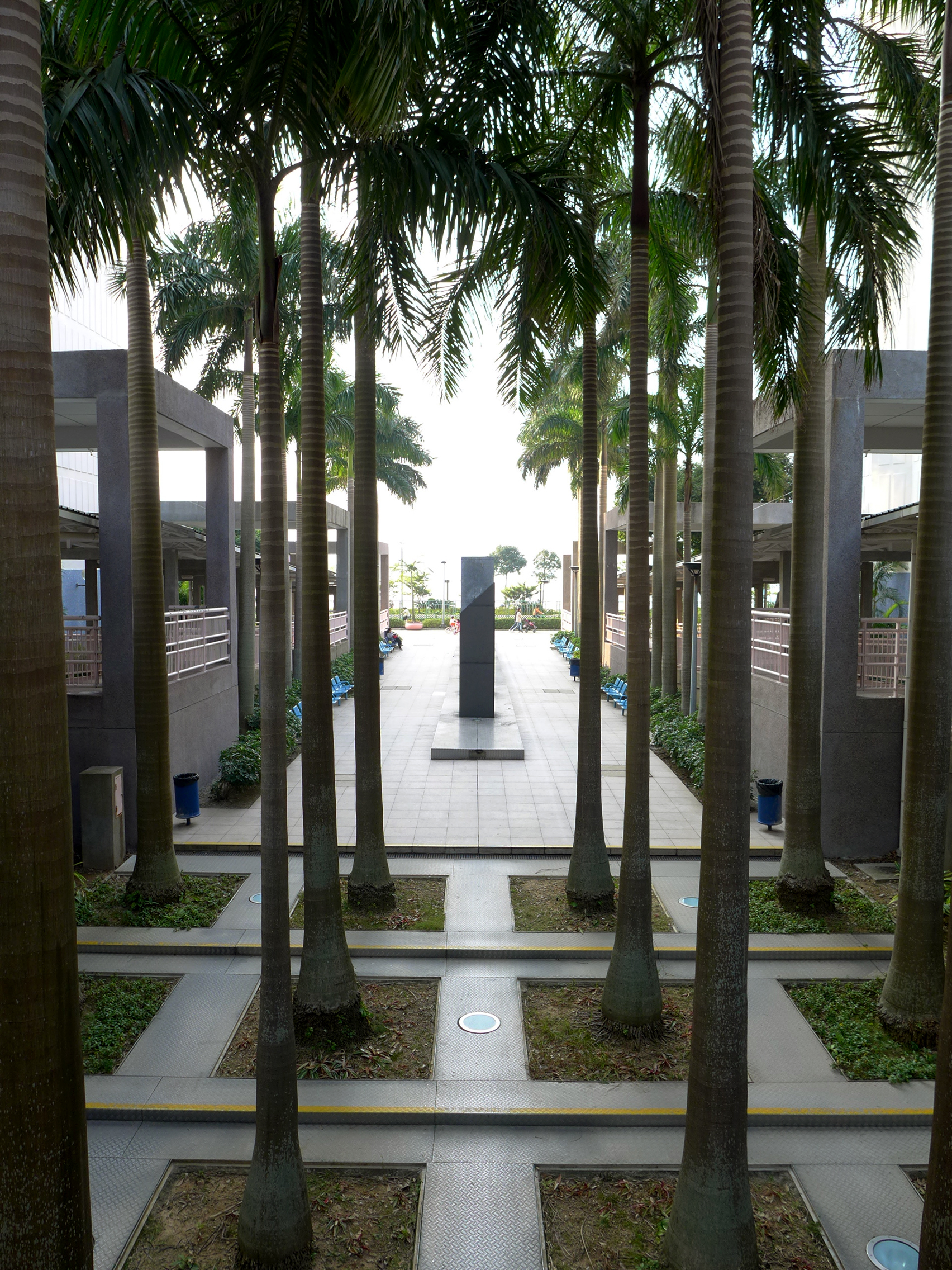
園藝花園廣場

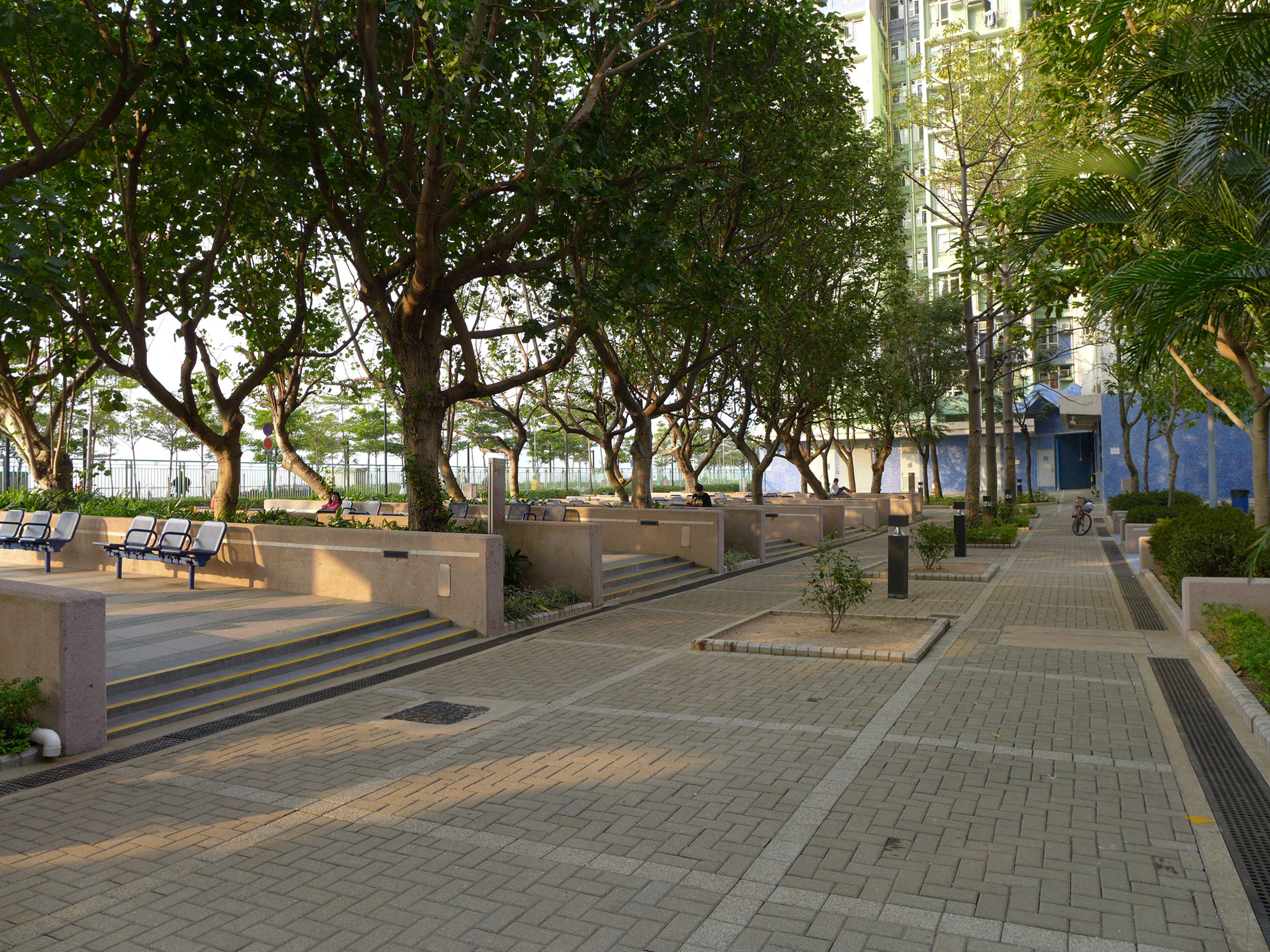
閒座區

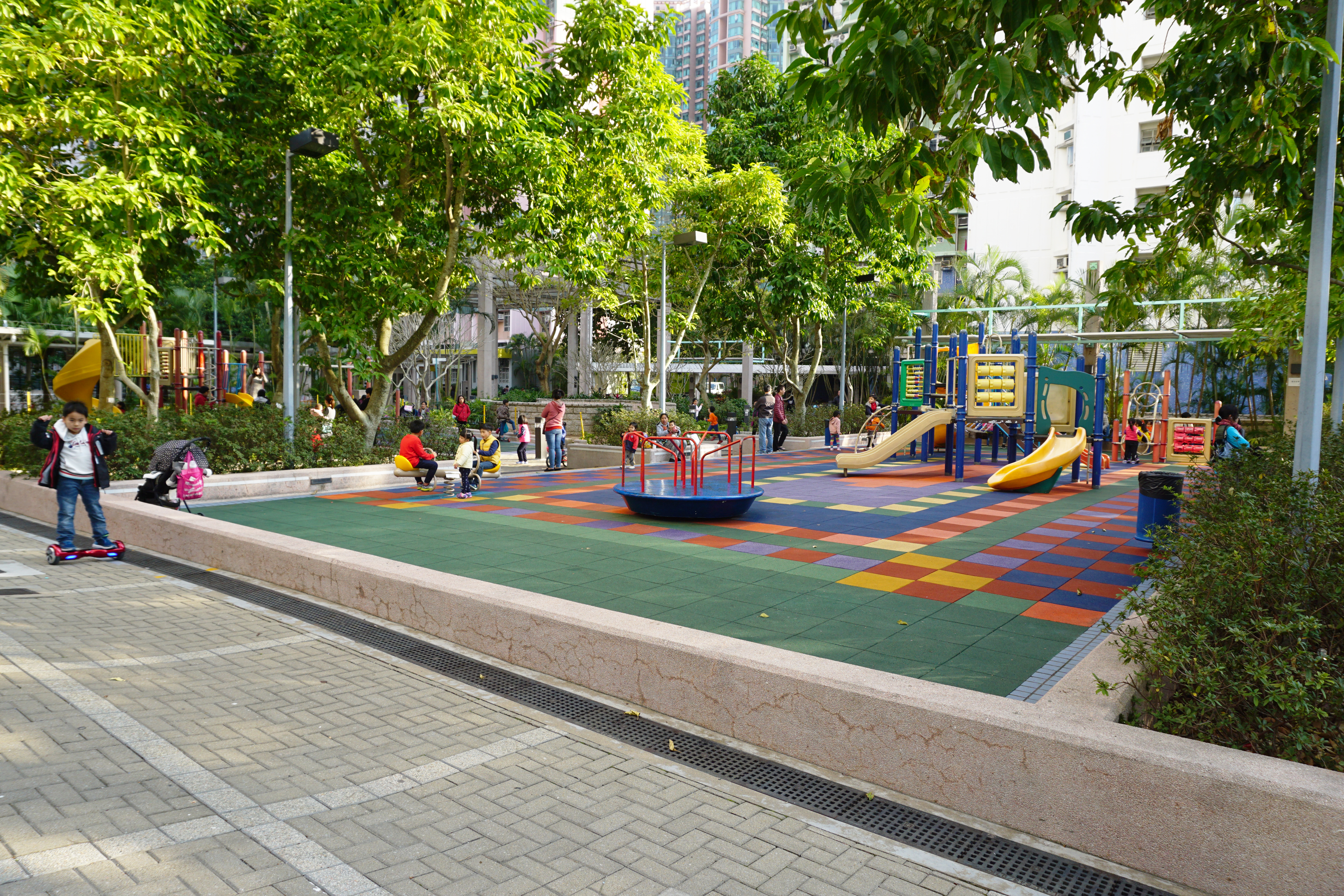
兒童遊樂場

錦豐苑（英語：Kam Fung Court）是香港房屋委員會的居屋屋苑之一，位於新界沙田區馬鞍山西沙路638號、頌安邨隔鄰的填海地上，由王董建築師事務有限公司設計。

## 屋苑概要
錦豐苑由7座和諧一型及2座和諧二型設計的樓宇組成，共有5,540個住宅單位。錦豐苑共分3期發展，於1991年12月開始規劃，翌年動工，並分別於1996年、1997年及2002年建成，連同頌安邨樓宇造價為34億港元（按1991年幣值計）。當中絕大多數樓宇於居屋第17期甲及第17期乙出售，並於1997年分期入伙；而錦莉閣、錦荷閣及錦蘭閣曾擬於1998年改為出租公屋，其後又曾納入可租可買計劃。但隨著該計劃於2003年終止，該批樓宇最終納入出售剩餘居屋計劃第3期及第4期出售。
2007年6月29日時任中共中央總書記、國家主席胡錦濤到訪錦豐苑的市民趙錫明家。
在2003年之前，錦豐苑屬於沙田區議會錦豐選區，當時區議員是民建聯香港立法會議員陳克勤。2003年區議會選舉與雅濤居、迎濤灣等私人屋苑組成一個區議會選區錦濤選區，區議員是何淑萍。2008年至2015年該區區議員為民建聯楊文銳。2016年至2019年該區區議員為獨立民主派人士陳國強。2020年起該區區議員為馬鞍山守護線許立燊。

## 屋苑資料

### 樓宇
全個屋苑共有9座樓宇，由7座和諧式1型及2座和諧式2型設計的樓宇組成，共有5,540個住宅單位，單位實用面積由40至60 m2（430至650 sq ft）。

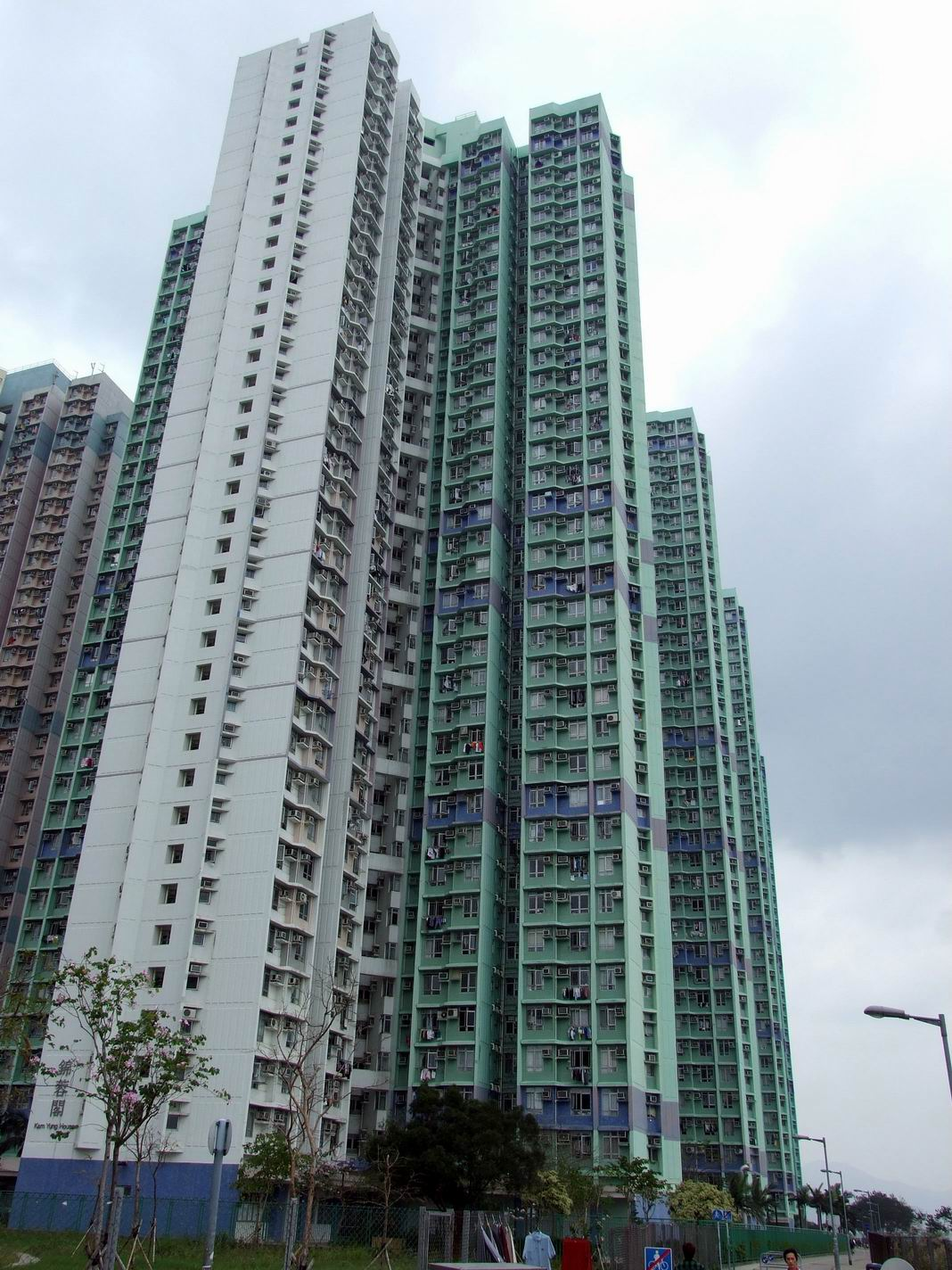
錦蓉閣、錦菱閣及錦蕙閣
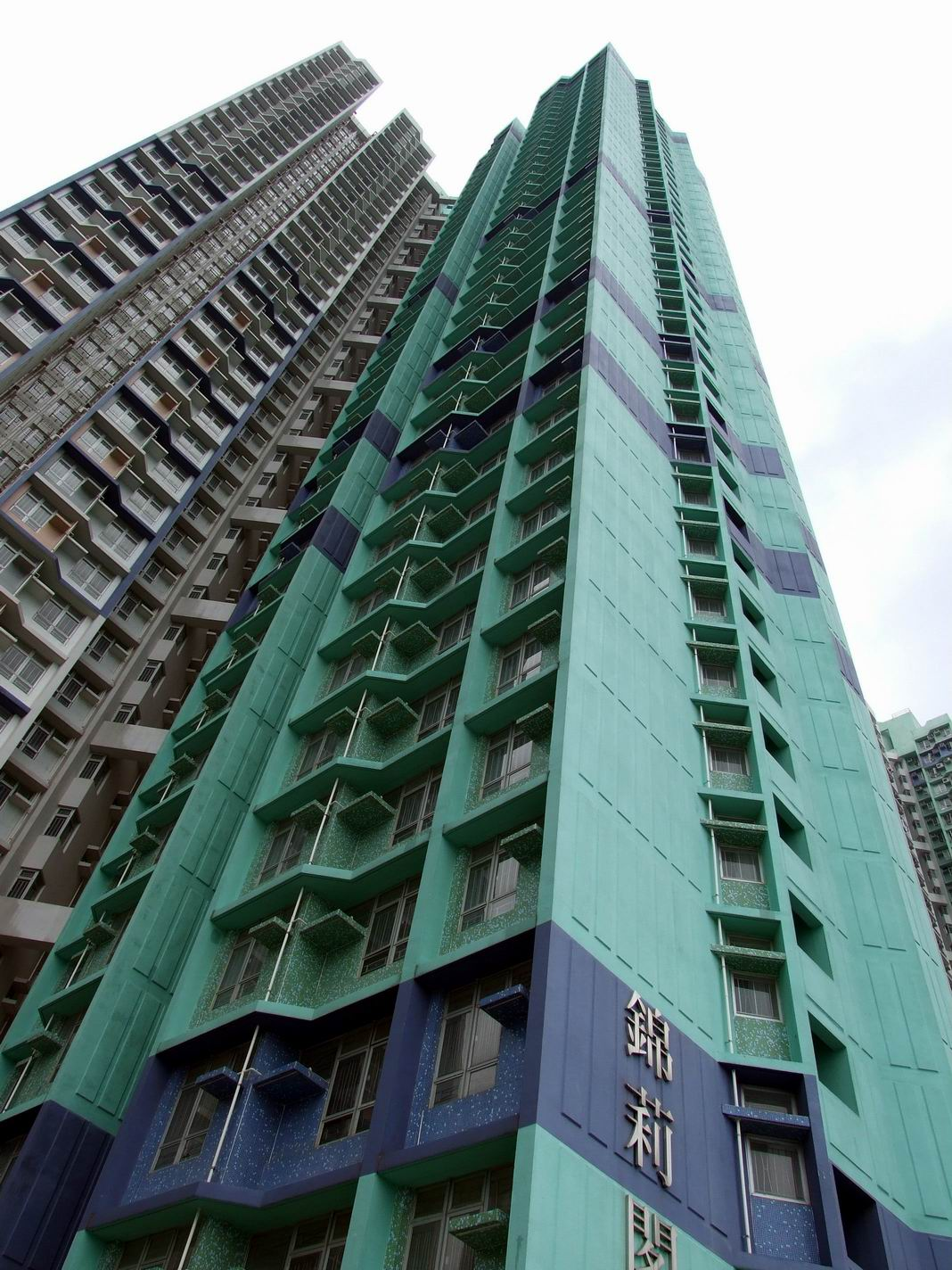
錦莉閣
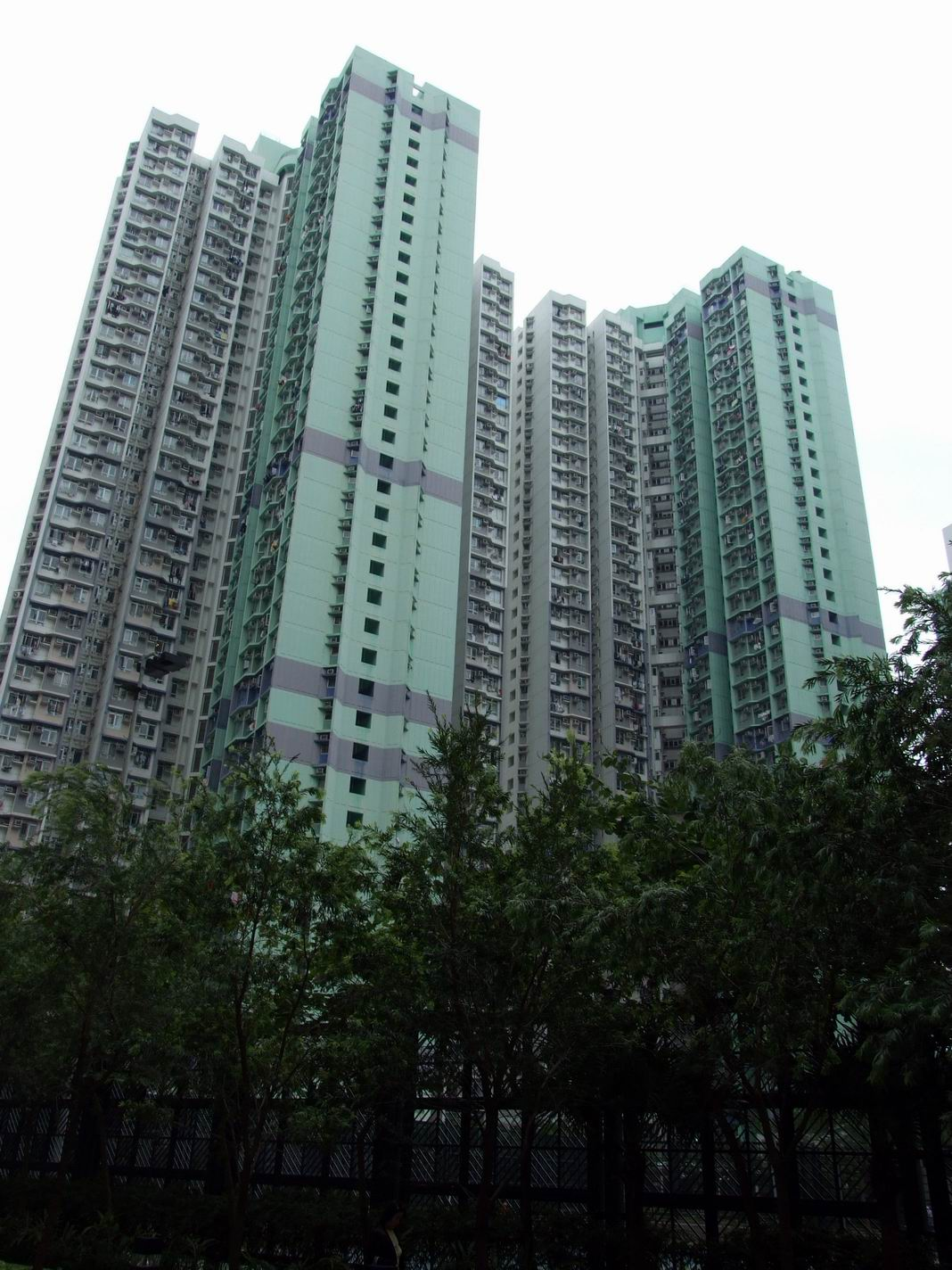
錦葵閣及錦萱閣
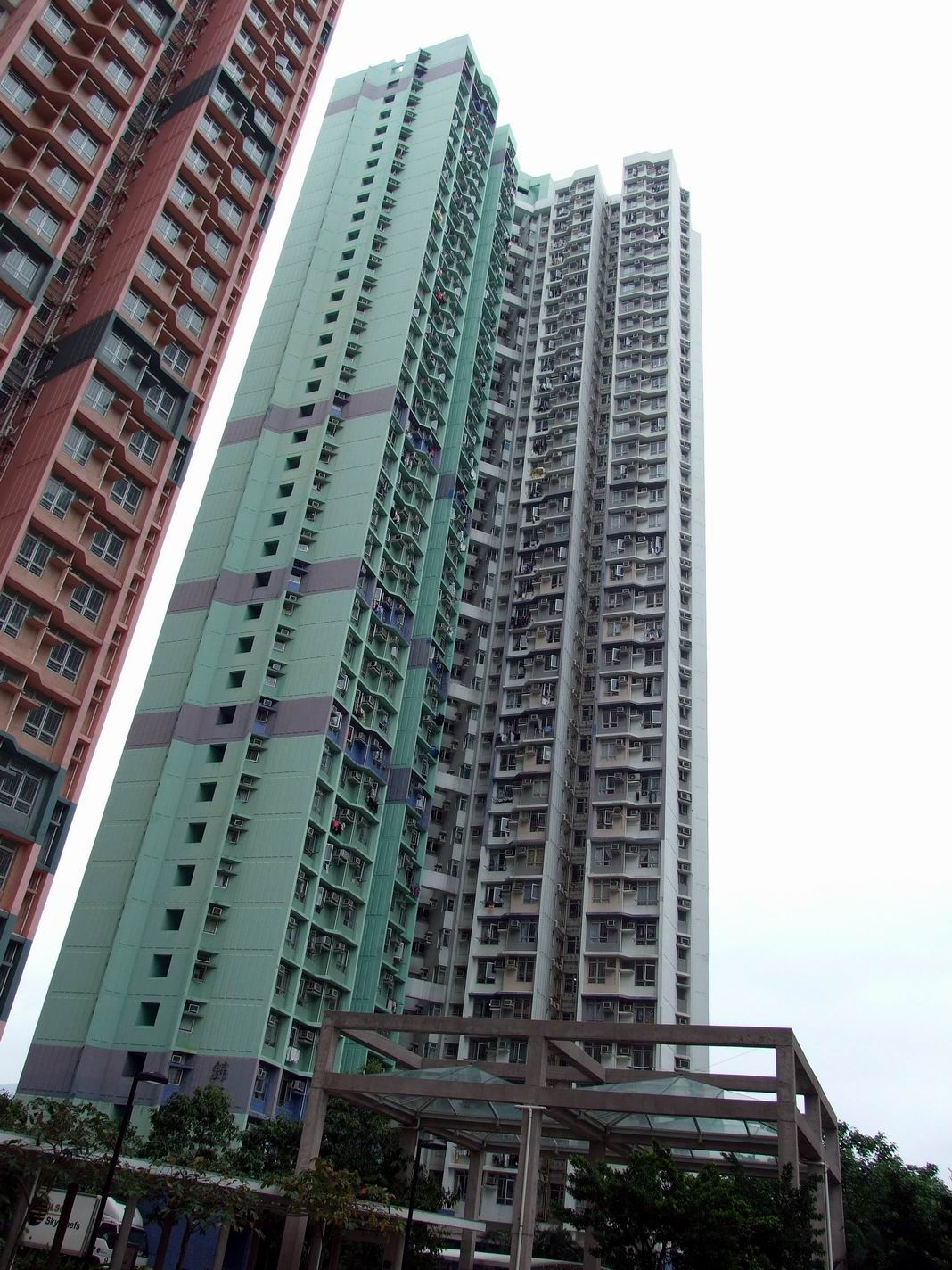
錦薇閣

| 樓宇名稱（座號）       | 外牆主色 | 樓宇類型                      | 落成年份 | 層數 | 每層伙數                               | 每座單位總數（伙） | 建築師                 | 承建商   | 提供升降機的廠商 | 總期數 （屋苑期數） |
| ---------------------- | -------- | ----------------------------- | -------- | ---- | -------------------------------------- | ------------------ | ---------------------- | -------- | ---------------- | ------------------- |
| 錦荷閣（H座、第1座）   | 粉紅色   | 和諧二型 （第三代第一及四款） | 2002年   | 36   | 18                                     | 642                | 王董建築師事務有限公司 | 協興建築 | 三菱             | 5（3）              |
| 錦蘭閣（J座、第2座）   | 粉紅色   | 和諧二型 （第三代第一及四款） | 2002年   | 36   | 18                                     | 642                | 王董建築師事務有限公司 | 協興建築 | 三菱             | 5（3）              |
| 錦葵閣（E座、第7座）   | 綠色     | 和諧一型 （第三代第七款）     | 1997年   | 38   | 15（19樓，不設9號單位） 16（其餘樓層） | 608                | 王董建築師事務有限公司 | 瑞安建業 | 東芝             | 4（2）              |
| 錦萱閣（F座、第8座）   | 綠色     | 和諧一型 （第三代第七款）     | 1997年   | 38   | 15（19樓，不設9號單位） 16（其餘樓層） | 608                | 王董建築師事務有限公司 | 瑞安建業 | 東芝             | 4（2）              |
| 錦薇閣（G座、第9座）   | 綠色     | 和諧一型 （第三代第七款）     | 1997年   | 38   | 15（19樓，不設9號單位） 16（其餘樓層） | 608                | 王董建築師事務有限公司 | 瑞安建業 | 東芝             | 4（2）              |
| 錦莉閣（D座、第10座）  | 綠色     | 和諧一型 （第三代半第七款）   | 2002年   | 38   | 15（19樓，不設9號單位） 16（其餘樓層） | 608                | 王董建築師事務有限公司 | 協興建築 | 三菱             | 5（3）              |
| 錦蓉閣（A座、第11座）  | 綠色     | 和諧一型 （第三代第七款）     | 1996年   | 38   | 15（19樓，不設9號單位） 16（其餘樓層） | 608                | 王董建築師事務有限公司 | 瑞安建業 | GoldStar         | 2（1）              |
| 錦菱閣（B座、第12座）  | 綠色     | 和諧一型 （第三代第七款）     | 1996年   | 38   | 15（19樓，不設9號單位） 16（其餘樓層） | 608                | 王董建築師事務有限公司 | 瑞安建業 | GoldStar         | 2（1）              |
| *錦蕙閣（C座、第13座） | 綠色     | 和諧一型 （第三代第七款）     | 1996年   | 38   | 15（19樓，不設9號單位） 16（其餘樓層） | 608                | 王董建築師事務有限公司 | 瑞安建業 | GoldStar         | 2（1）              |

（註：第3-6及第14座指屬於同一項目的頌安邨，為免重複、此等座號不在上表列出。）
以 * 標示樓宇為2019冠狀病毒病香港疫情中多名確診個案患者居住的大廈
- 錦蓉閣、錦菱閣及錦蕙閣
- 錦莉閣
- 錦葵閣及錦萱閣
- 錦薇閣

### 設施及管理
錦豐苑A-G座向海的單位均享吐露港海景景色，其他景觀包括樓景、內園景等。屋苑的康樂設施包括小型足球場、羽毛球場、乒乓球場、兒童遊樂場及低窪公園（根據錦豐苑售樓說明書所載，此花園由房委會擁有，供錦豐苑及頌安邨住戶共同使用。）等。苑內亦設有兩所幼稚園及一所托兒所。
佳定物業管理自1996年已為錦豐苑提供管理服務。錦豐苑亦已成立業主立案法團。

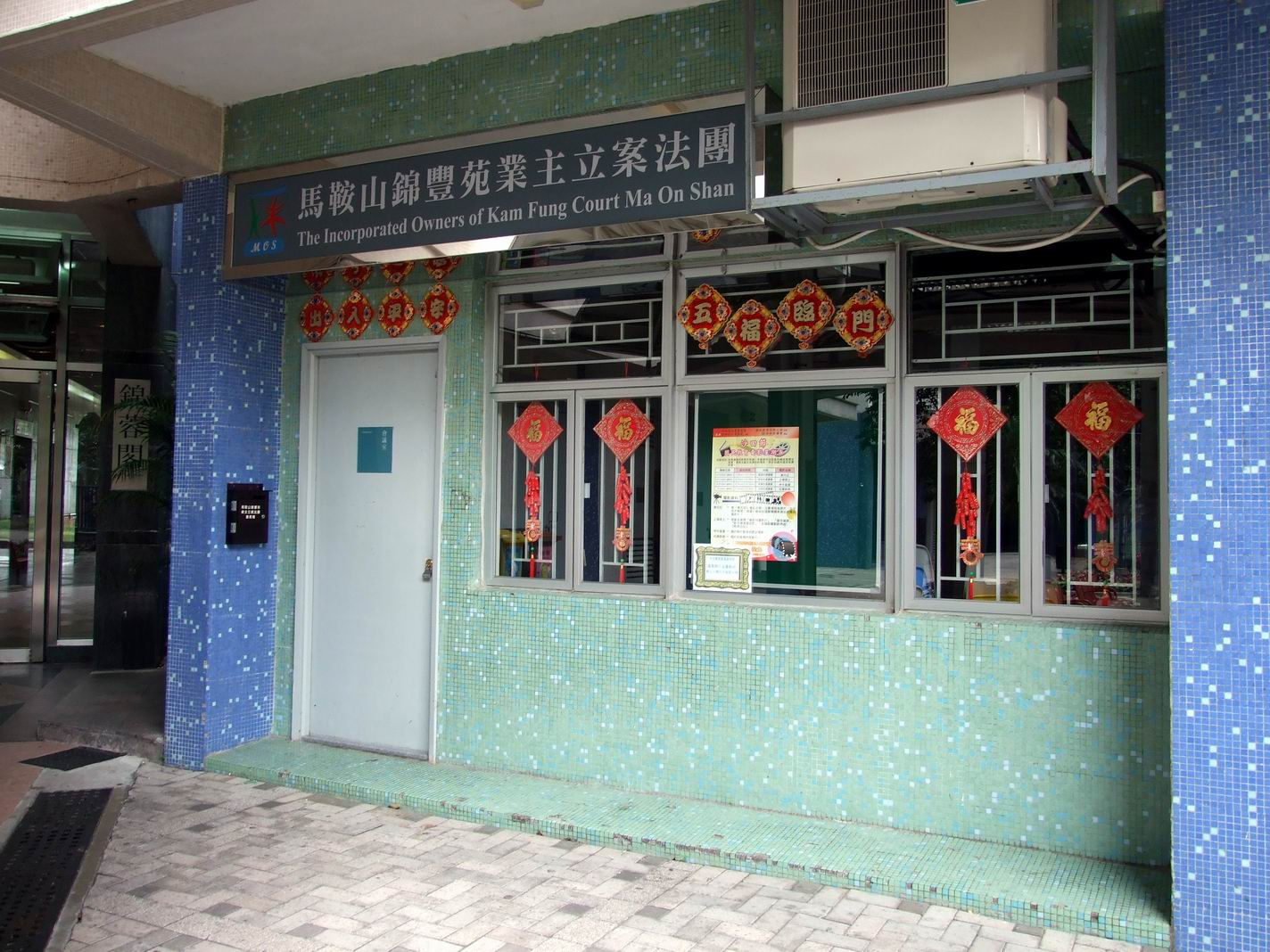
錦豐苑業主立案法團
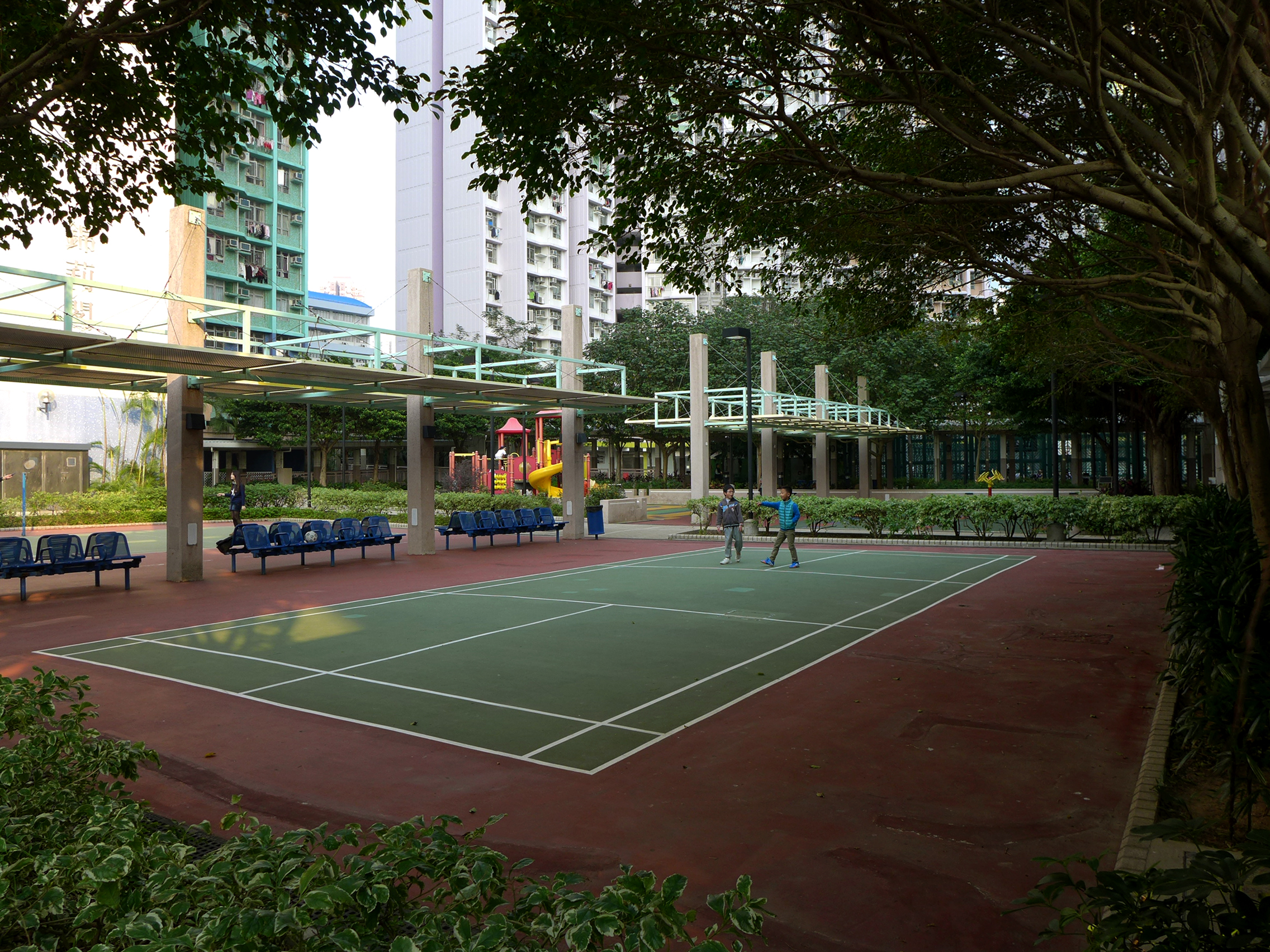
羽毛球場
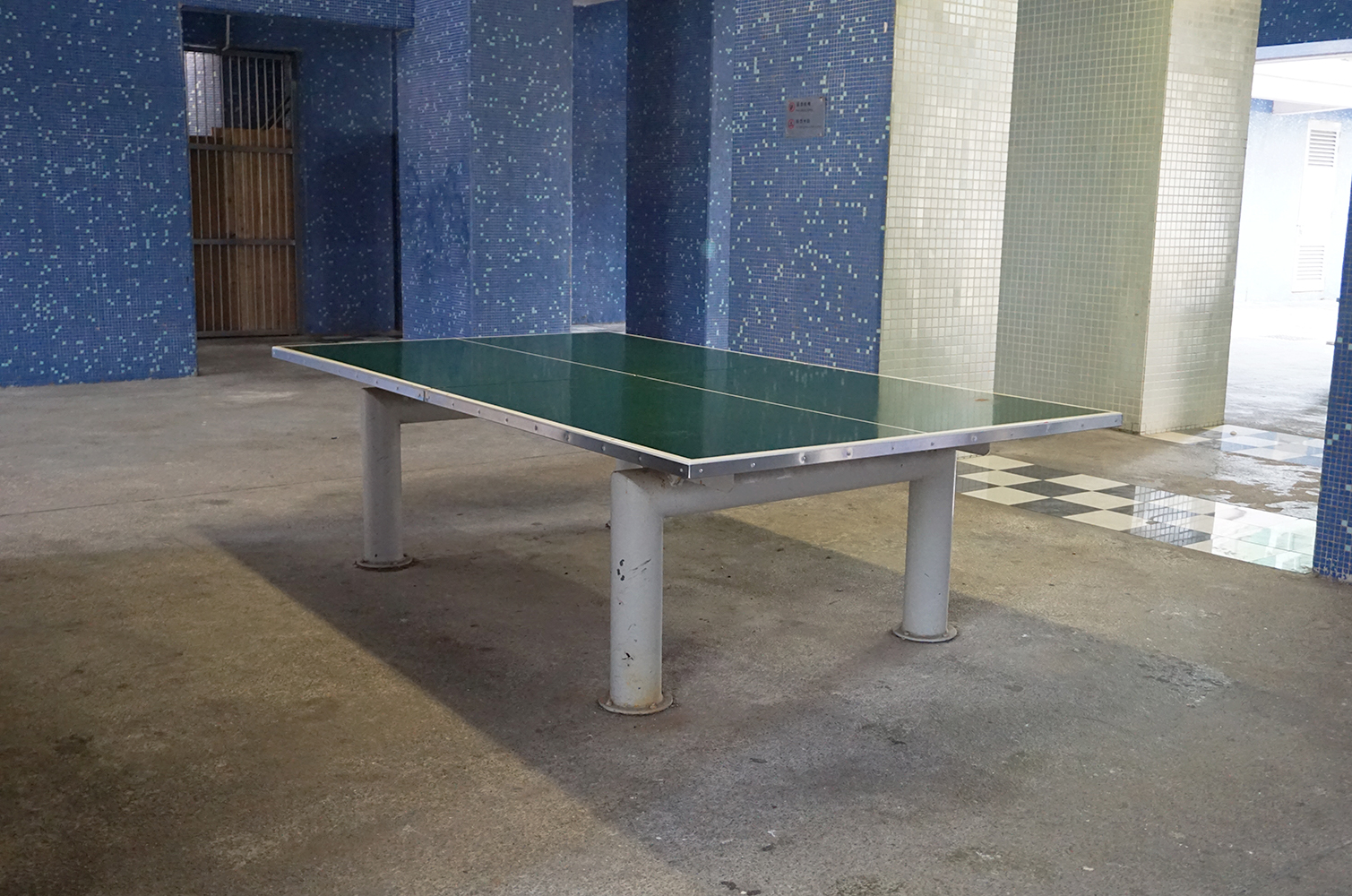
乒乓球枱
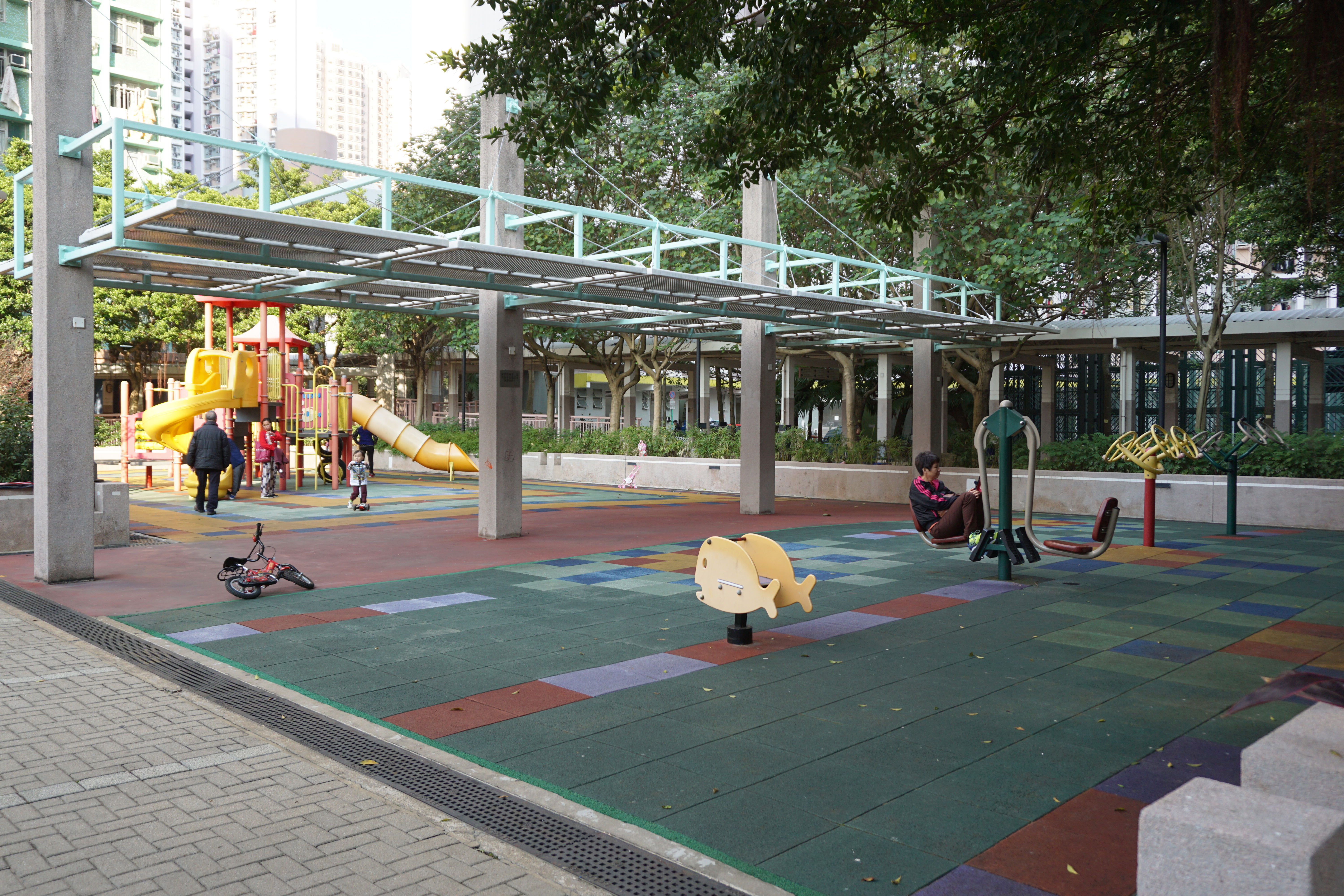
健體區
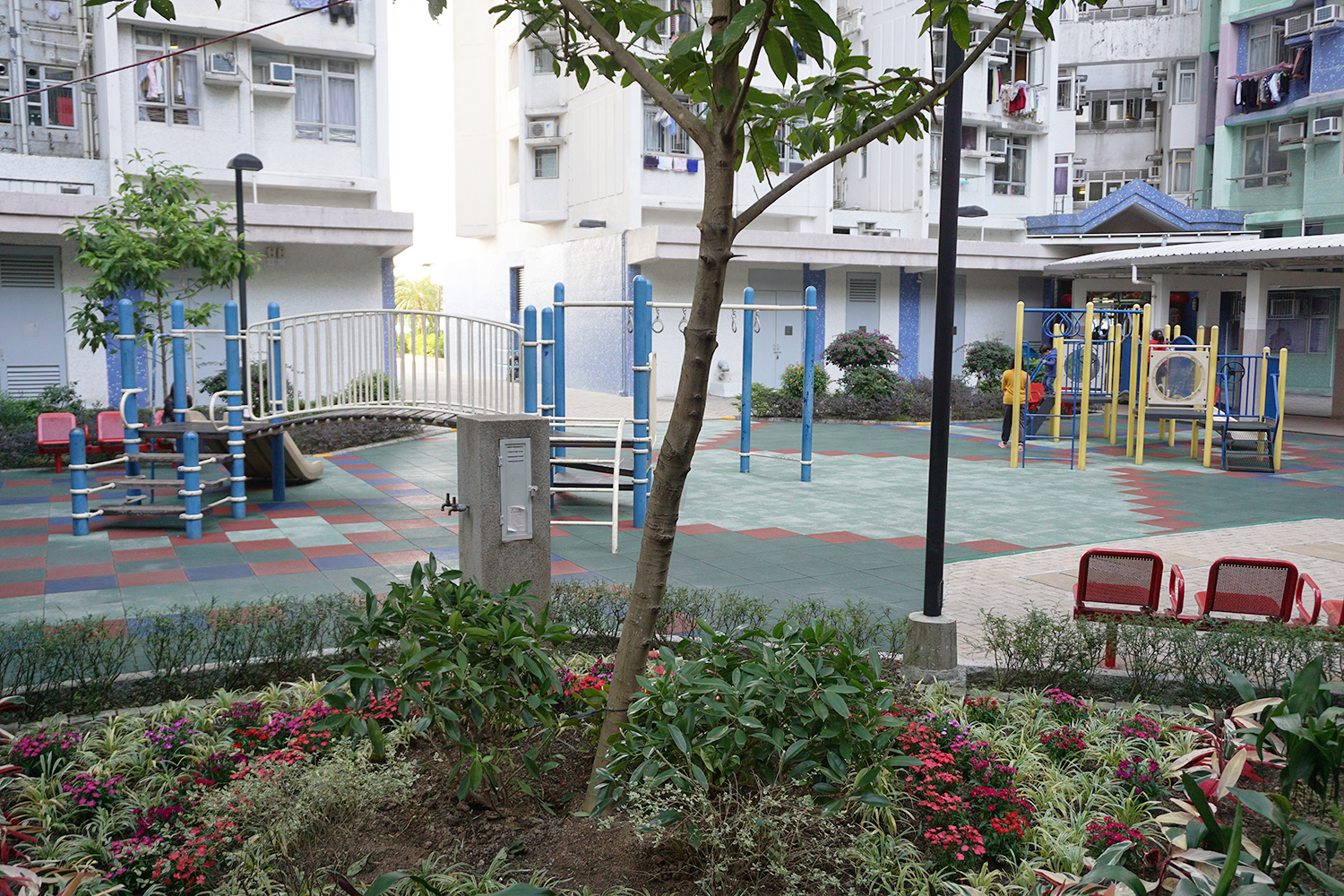
設有吊橋及吊環的遊樂設施
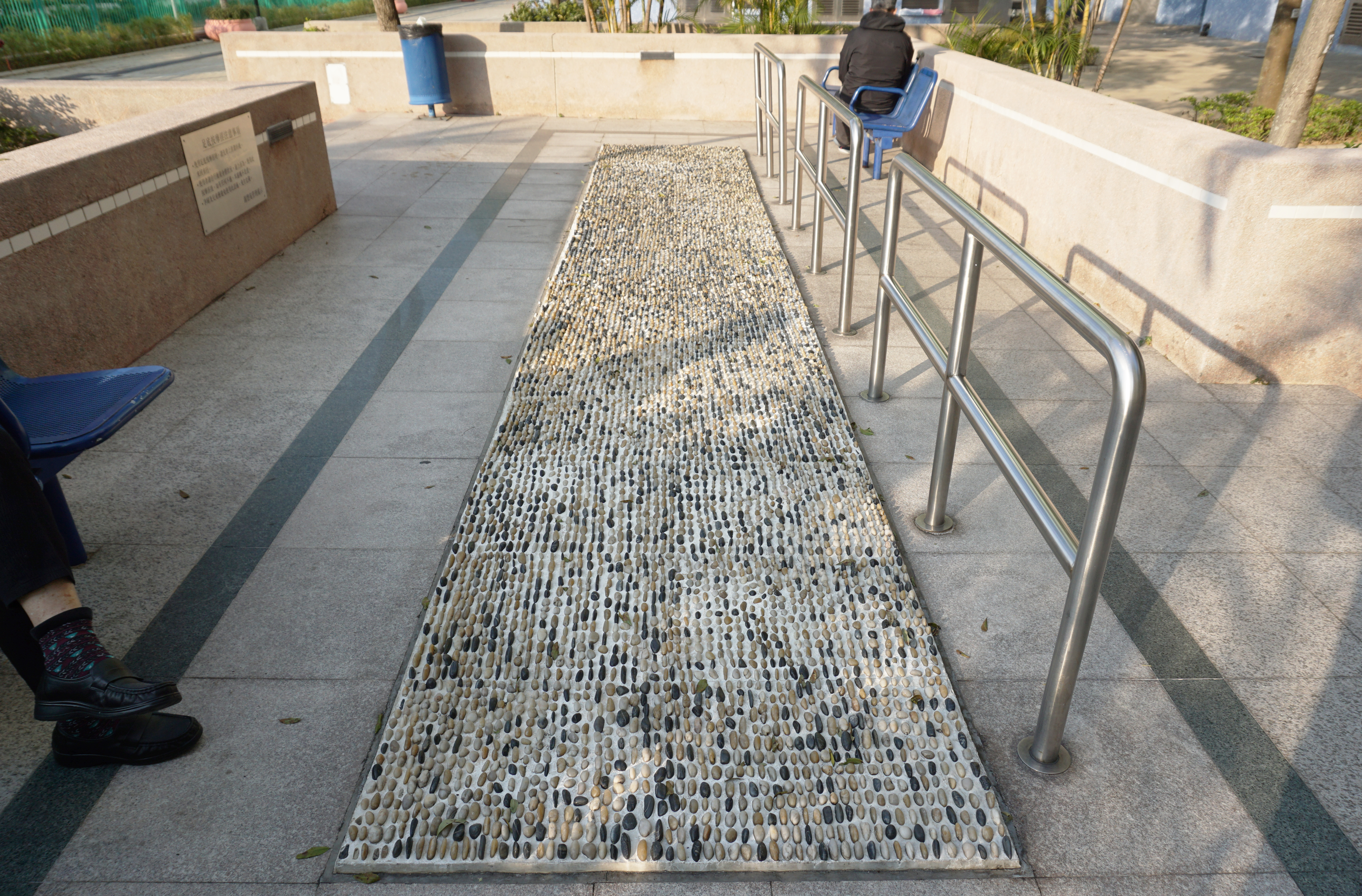
卵石路步行徑
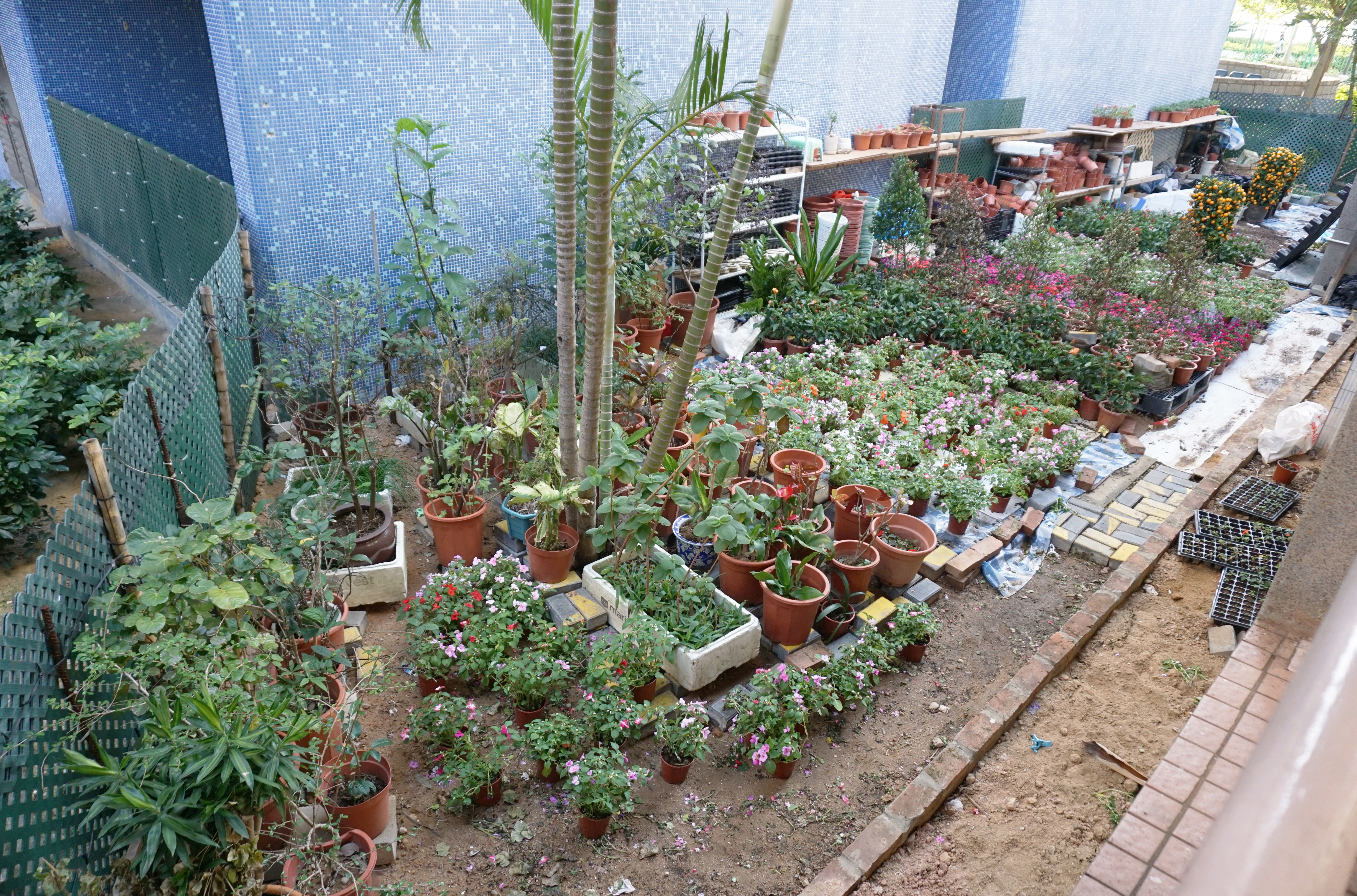
社區園圃
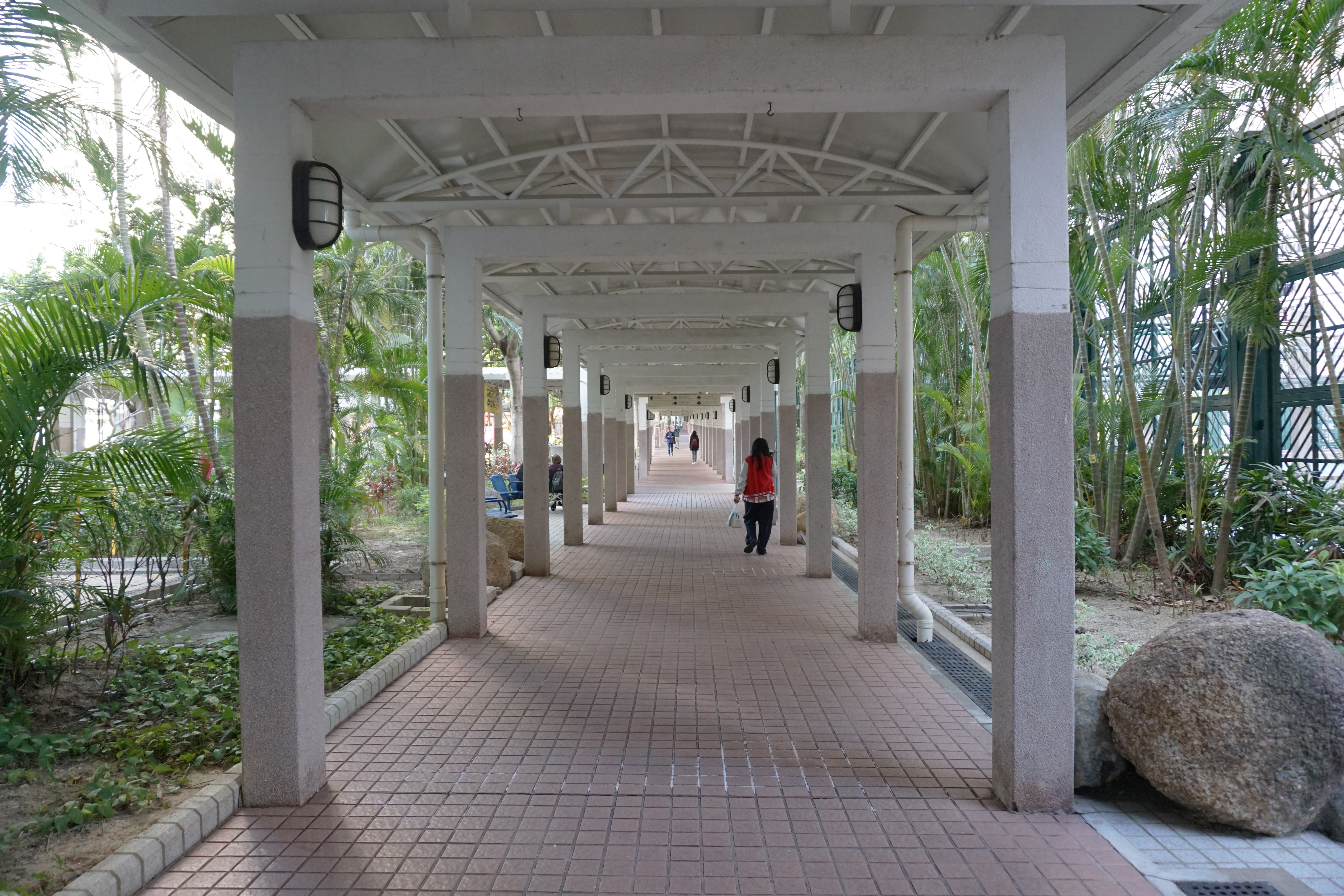
有蓋行人通道

## 教育設施

### 幼稚園
- 基督教國際學校－幼稚園 （页面存档备份，存于） （1993年創辦）（位於錦豐苑錦荷閣地下）
- 基督教小天使（錦豐）幼稚園 （页面存档备份，存于） （1997年創辦）（位於錦豐苑錦蕙閣地下）
- 基督教宣道會頌安幼稚園 （页面存档备份，存于）（1997年創辦）（位於錦豐苑錦萱閣地下）
- 基督教香港信義會頌安幼兒學校 （页面存档备份，存于） （2002年創辦）（位於錦豐苑錦蘭閣A及B翼地下）

## 事件

### 溶洞及土地沉降問題
錦豐苑及頌安邨範圍内地底有溶洞，因此導致錦莉、錦荷、錦蘭閣及頌智樓需延遲數年落成。同時，由於屋苑位處新填海區，海底淤泥受壓力，屋苑曾出現沉降問題，早年樓宇外的地面曾出現明顯裂縫，外圍的公眾地方亦出現地面沉降問題，個別樓宇外的地面更沉降了近一呎，需額外加建梯級供居民出入，並需要定期進行地面重鋪及地底渠務勘察。有關問題房屋署曾負責維修及保養直至2012年，之後業主需要自資作定期的維修。對於外界關注安全問題，政府曾指屋苑樁柱已達至堅實岩石層，縱使出現沉降亦不會影響樓宇結構安全。

### 駁錯鹹水
1997年3月1日，有居民提出食水發現有鹹味向水務署投訴，其後水務署陸續接獲錦豐苑及鄰近的頌安邨居民的類似投訴，前後共接獲8宗投訴。
水務署派員視察結果證實內部食水供應系統受到鹹水污染，於同日下午6時把整個範圍的鹹水供應截斷，要求管理處通知居民不要從水龍頭取水使用，並於晚上7:15在錦豐苑及頌安邨外設置街喉臨時供應食水，21:00左右再派出3部水車到場協助。水務署指示錦豐苑及頌安邨的管理處把食水供應系統的地下和天台貯水箱的存水排去，並以食水沖洗系統內的公用部份。食水其後於3月2日04:30恢復正常。
根據事後調查報告發現一個將兩屋苑現行供水系統，與房署在該區第六期建築地盤的新敷設未經清洗的水管分隔開，屬房屋署的閘閥被無故開啟，同時另一個屬於水務署控制地盤供水的閘閥，亦發現未經批准下被開啟。由於原來的承建商因清盤而須由另一承建商接手，交收期間，有關的工程及樓宇建成後的紀錄並無交予接手的承建商，首先，承建商在重新安排地下水管時並無知會房屋署的顧問建築師。第2，承建商把水管接駁到旁邊的分隔水掣前並無核實水管。第3，在未有批准下開動分隔。

### 國家領導人到訪
在2007年6月29日下午，中共中央總書記、國家主席胡錦濤在行政長官曾蔭權陪同下，到訪錦豐苑及頌安邨，探訪了兩個家庭，他首先到達錦豐苑的錦葵閣，探訪趙錫明一家四口，逗留了約半小時，趙家長子彈琴表演給胡錦濤。離開前，胡錦濤贈送一部國產「海爾」32吋高清液晶體電視機給趙先生，趙家的兩名小朋友為表謝意，以心意卡作為回禮。之後胡錦濤再到附近的頌安邨探望梁先生及其家人。

### 磁磚脫落
錦豐苑及頌安邨的走廊及室內牆磚由於建築質素欠佳，每年均出現剝落情況。對此，房屋署曾向居民承諾，為居民跟進12年維修保養。可是，房屋署的維修及修補進度極不理想，進展緩慢，令區內居民極為不滿。